# XVIII Airborne Corps
XVIII Airborne Corps är en armékår som är amerikanska arméns kår för snabba insatser över hela världen. Kåren sattes upp under andra världskriget.

## Andra världskriget

### Holland

#### Organisation
Kåren ingick som en del av First Allied Airborne Army
- 82nd Airborne Division
- 101st Airborne Division

### Ardenneroffensiven

#### Organisation
- 7th Armored Division
- 30th Infantry Division
- 75th Infantry Division
- 82nd Airborne Division
- 106th Infantry Division
- 101st Airborne Division